# Rafael dos Santos Franciscatti
Rafael dos Santos Franciscatti (født 9. april 1983) er en tidligere brasiliansk fodboldspiller.
Han har spillet for flere forskellige klubber i sin karriere, herunder Shonan Bellmare.